# الدوري العراقي الممتاز 2005–06
الدوري العراقي الممتاز 2006-2005 وهو دوري كرة القدم لفرق الدرجة الممتازة في العراق الذي نظمه اتحاد العراق لكرة القدم انطلق يوم 28 أكتوبر 2005 فيما انطلقت المرحلة النهائية منه (دوري النخبة) يوم 25 مارس 2006 واختتم الدوري يوم 24 يونيو 2006

## نظام الدوري
يقام الدوري بمشاركة 28 فريقاً قسموا إلى أربعة مجموعات وكل مجموعة تضم سبعة فرق وسميت المجموعات حسب المناطق الجغرافية، وتلعبت الفرق دورى فيما بينها بطريقة الذهاب والإياب، يتأهل 3 فرق عن كل مجموعة للدور الثاني ليكون عدد الفرق في الدور الثاني 12 فريق ليلعبوا المرحلة النهائية للدورى التي أطلق عليها دوري النخبة حيث قسموا إلى اربع مجموعات يتاهل من كل مجموعة فريق إلى النصف نهائي

## دور المجموعات
انطقلت يوم 28 أكتوبر 2005 وتأهلت إلى دوري النخبة فرق الميناء وكربلاء وميسان من المجموعة الجنوبية والزوراء وسامراء والنجف من المجموعة الوسطى أ والشرطة والقوة الجوية والجيش من المجموعة الوسطى ب والطلبة ودهوك أربيل من المجموعة الشمالية

## دوري النخبة
وانطلقت يوم 25 مارس 2006 وتأهلت فرق أربيل والزوراء والنجف والقوة الجوية إلى دور النصف نهائي بعد تصدرها مجموعاتها

## نصف النهائي

### الذهاب
اقيمت مباريات النصف نهائي يوم 21 مايو 2006 بلقاء فريقي النجف واربيل على ملعب النجف والتي فاز بها النجف باربعة اهداف فيما التقى فريقي الزوراء والقوة الجوية في يوم 23 مايو 2006 على ملعب الشعب
| نادي النجف | 1-4 | نادي اربيل |
| ---------- | --- | ---------- |
|            |     |            |

| نادي الزوراء | 1-4 | نادي القوة الجوية |
| ------------ | --- | ----------------- |
|              |     |                   |

### الإياب
التقى فريقي النجف واربيل يوم 26 مايو 2006 على ملعب اربيل ولكن بسبب احداث الشغب تم تاجيل المباراة وفي نفس اليوم التقى فريقا الزوراء والقوة الجوية على ملعب الشعب الا ان المباراة شهدت أعمال شغب وحدثت معركة كبيرة بين الجماهير والقوات الامنية للملعب وانسحب على اثرها فريق القوة الجوية من النصف نهائي ولذلك تاهل فريق الزوراء
| نادي النجف | 1-0                    | نادي اربيل |
| ---------- | ---------------------- | ---------- |
|            | تاجلت بسبب اعمال الشغب |            |

## النهائي
التقى فريقا النجف والزوراء في المباراة النهائية للدوري على ملعب السليمانية وانتهى الوقت الاصلي والإضافي بتعادل السلبي الا ان الزوراء تمكن من انهاءالمباراة بفوزه من خلال الضربات الترجيحية
| نادي النجف | 0 (3) - 0 (4)  | نادي الزوراء |
| ---------- | -------------- | ------------ |
|            | بركلات الترجيح |              |

## حقوق النقل التلفزيوني
حصلت قناة العراقية الرياضية وشبكة الإعلام العراقي على حقوق النقل الحصرية للدوري وقامت بنقل كل المباريات سواءً مباشرة أو تسجيلها وعرضها في اوقات أخرى اما المباراة النهائية فقد تم بثها على جميع القنوات العراقية